# Mystère (dessert)
Pour les articles homonymes, voir Mystère.
Un mystère est un dessert glacé. Il est constitué d'une base de jaune d'œufs fouettés avec du sucre, de crème chantilly et de blancs d'œufs en neige, parfumée à la vanille et recouverte d'une couche de caramel et de brisures de praline ou pralin.
En 1924, Pierre-Joseph Fischer, un pâtissier de Nancy, décide d'ouvrir rue Marcadet à Paris une entreprise qui livrait dans les restaurants de véritables desserts individuels.  Il crée son Mystère ainsi nommé à cause de la surprise de la meringue sous la vanille.
La marque Mystère a été déposée par Nestlé depuis 1988 en France et depuis 1992 en Allemagne et au Benelux.